# Georgia World Congress Center
Le Georgia World Congress Center (abréviation GWCC) est un centre de convention situé à côté du Mercedes-Benz Stadium et du Centennial Olympic Park dans le centre-ville d'Atlanta en Géorgie. Il possède un espace total de 130 000 mètres carrés pour les expositions et 105 salles de réunion. Avec les salles de réunion, galeries, salles d'exposition, cuisines et réserves, il y a plus de 360 000 mètres carrés de surface aux niveaux multiples dans tout le GWCC.
Le Georgia World Congress Center se compose de trois bâtiments (bâtiments A, B et C). Le bâtiment A, construit en 1976, contient 3 salles d'exposition (31 500 mètres carrés), 27 salles de réunion et le Sidney Marcus Auditorium qui offre 1 740 sièges. Le Sidney Marcus Auditorium à deux niveaux, ce qui est parfait pour les discours, des présentations de récompense et des événements de divertissement. 
Le bâtiment B, construit en 1985 et agrandi en 1992, contient cinq salles d'exposition (56 400 mètres carrés), 47 salles de réunion, le Thomas B. Murphy Ballroom qui est une salle de bal de 3 065 mètres carrés et un lobby. Le Thomas B. Murphy Ballroom a accueilli des discours de présidents, des productions théâtrales et d'autres événements. La salle de bal s'adapte confortablement à 2 560 places pour un dîner et à 4 500 pour les arrangements au modèle théâtre.
La dernière expansion du GWCC, est le bâtiment C, qui a été accompli en 2002. Le bâtiment contient 4 halls d'exposition (38 900 mètres carrés), 29 salles de réunion, 2 auditoriums et 2 400 mètres carrés de salle de bal. Le Georgia Ballroom accueille des galas spectaculaires, la salle de bal offre un secteur de galleria et un balcon extérieur. Le balcon donne sur la West Plaza et l'imposant Mercedes-Benz Stadium. 
Chaque bâtiment a une entrée séparée et d'autres agréments - la rendant facile d'accueillir trois événements simultanément ou un grand événement qui exige 360 000 mètres carrés d'espace total.

## Histoire
Le Georgia World Congress Center fut inauguré en 1976 et agrandi en 1985, 1992 et 2002. Le bâtiment A est ouvert en 1976 avec 31 500 mètres carrés d'espace d'exposition, 27 salles de réunion et le Sidney Marcus Auditorium. Le bâtiment B fut construit en 1985 et agrandi en 1992 puis en 2002 le bâtiment C fut ajouté. 

## Événements
- Jeux olympiques d'été de 1996
- visite de George W. Bush, 8 novembre 2001
- Une famille en or (Family Feud avec Steve Harvey), 2016-